# Kiez

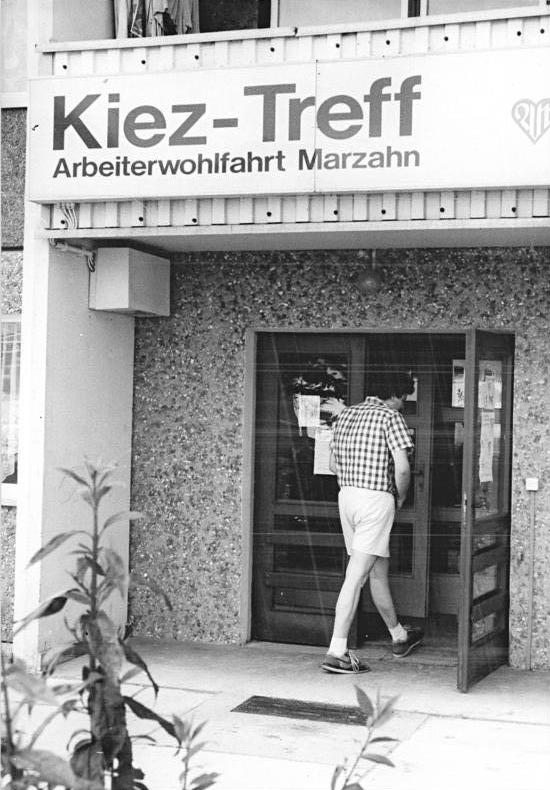
Miejsce spotkań kiezu w Berlinie-Marzahn, 1990

Kiez (dawniej Kietz – wym. „Kiiic“) – niewielki, zwarty obszar miejski zamieszkały przez zasiedziałą od pokoleń ludność, niestanowiący jednak formalnej jednostki administracyjnej. Określenie to jest używane w miastach północno-wschodnich Niemiec, zwłaszcza w Berlinie. Pierwotnie tą nazwą określano średniowieczne osiedla ludzi usługujących u dworu, przeważnie pochodzenia słowiańskiego.
Często były to osiedla rybackie, położone niedaleko rzeki, jak np. Berlin-Köpenick. Pojęciu Kietz przypisuje się słowiańskie pochodzenie od chyża (chata, dom). Były położone na obrzeżu obszaru miejskiego w postaci krótkiej ulicówki. 
Długo po zaniku mieszkańców słowiańskich wiele takich osiedli zachowało swoją odrębność nawet w XIX i XX wieku. W Lubuszy została wchłonięta przez miasto w roku 1810, w Berlinie-Köpenick w roku 1897 a w Neustadt-Glewe dopiero w roku 1935. Później określenie Kiez zaczęto stosować do zaniedbanych obszarów miejskich.
W Hamburgu tą nazwą określa się dzielnicę rozrywki St. Pauli i ulicę domów publicznych Reeperbahn, podobnie w Hanowerze dzielnicę czerwonych latarni.
W Berlinie rozumie się pod tą nazwą niewielkie, zasiedziałe jednostki sąsiedzkie, z własnymi sklepikami, żyjące własnym życiem.
Życie mieszkańców kiezów opisywał grafik Heinrich Zille. Jego rysunki pozostają dokumentem minionej epoki.
Obecnie istnieniu kiezów zagrażają imigranci, którzy w poszukiwaniu tanich mieszkań wynajmują lokale w zaniedbanych domach, ale nie biorą udziału w życiu społecznym środowiska. Jednak część berlińskich kiezów buduje swoją tożsamość właśnie na wielokulturowości i imigranckiej egzotyce – czego najlepszym przykładem jest kultowy Kreuzberg. Również deweloperzy wykupują kamienice i po gruntownej modernizacji wynajmują je zamożnym klientom, co najbardziej widoczne jest obecnie w innej legendarnej dzielnicy Berlina – Prenzlauer Berg. 